# Integrace použitím Eulerova vzorce
Eulerův vzorec pro komplexní čísla lze v integrálním počtu použít pro vyhodnocení integrálů, které obsahují goniometrické funkce. Použitím Eulerova vzorce můžeme zapsat libovolnou trigonometrickou funkci jako komplexní exponenciální funkci obsahující {\displaystyle e^{ix}} a {\displaystyle e^{-ix}} a tu pak integrovat. Tato technika je často jednodušší a rychlejší než použití trigonometrických identit nebo integrace per partes, a je dostatečně silná pro integraci libovolné racionální funkce obsahující trigonometrické funkce.

## Eulerův vzorec
Eulerův vzorec:
{\displaystyle e^{ix}=\cos x+i\,\sin x.}
Substitucí {\displaystyle -x} za {\displaystyle x} dostaneme rovnici
{\displaystyle e^{-ix}=\cos x-i\,\sin x,}
protože funkce kosinus je sudá funkce a sinus lichá. Z těchto dvou rovnic lze vyjádřit sinus a kosinus:
{\displaystyle \cos x={\frac {e^{ix}+e^{-ix}}{2}}\quad {\text{a}}\quad \sin x={\frac {e^{ix}-e^{-ix}}{2i}}.}

## Příklady

### První příklad
Uvažujme integrál
{\displaystyle \int \cos ^{2}x\,dx.}
Standardní postup řešení tohoto integrálu je použít vzorec pro poloviční úhel pro zjednodušení integrandu. Místo toho můžeme použít Eulerovu identitu:
{\displaystyle {\begin{aligned}\int \cos ^{2}x\,dx\,&=\,\int \left({\frac {e^{ix}+e^{-ix}}{2}}\right)^{2}dx\\[6pt]&=\,{\frac {1}{4}}\int \left(e^{2ix}+2+e^{-2ix}\right)dx\end{aligned}}}
Nyní je možné se vrátit zpět k reálným číslům použitím vzorce e2ix + e−2ix = 2 cos 2x. Případně můžeme integrovat komplexní exponenciály a k trigonometrickým funkcím se již nevracet:
{\displaystyle {\begin{aligned}{\frac {1}{4}}\int \left(e^{2ix}+2+e^{-2ix}\right)dx&={\frac {1}{4}}\left({\frac {e^{2ix}}{2i}}+2x-{\frac {e^{-2ix}}{2i}}\right)+C\\[6pt]&={\frac {1}{4}}\left(2x+\sin 2x\right)+C.\end{aligned}}}

### Druhý příklad
Uvažujme integrál
{\displaystyle \int \sin ^{2}x\cos 4x\,dx.}
Řešení tohoto integrálu použitím trigonometrických identit je poměrně komplikované, ale při použití Eulerovy identity je docela jednoduché:
{\displaystyle {\begin{aligned}\int \sin ^{2}x\cos 4x\,dx&=\int \left({\frac {e^{ix}-e^{-ix}}{2i}}\right)^{2}\left({\frac {e^{4ix}+e^{-4ix}}{2}}\right)dx\\[6pt]&=-{\frac {1}{8}}\int \left(e^{2ix}-2+e^{-2ix}\right)\left(e^{4ix}+e^{-4ix}\right)dx\\[6pt]&=-{\frac {1}{8}}\int \left(e^{6ix}-2e^{4ix}+e^{2ix}+e^{-2ix}-2e^{-4ix}+e^{-6ix}\right)dx.\end{aligned}}}
Nyní můžeme buď integrovat přímo nebo můžeme nejdřív provést substituci výrazu 2 cos 6x − 4 cos 4x + 2 cos 2x.
Obě metody dávají
{\displaystyle \int \sin ^{2}x\cos 4x\,dx=-{\frac {1}{24}}\sin 6x+{\frac {1}{8}}\sin 4x-{\frac {1}{8}}\sin 2x+C.}

## Použití reálných částí
Kromě přímého využití Eulerovy identity lze často vhodně využít reálné části komplexních výrazů. Pokud máme například integrál
{\displaystyle \int e^{x}\cos x\,dx.}
Protože cos x je reálná část eix, víme, že
{\displaystyle \int e^{x}\cos x\,dx=\operatorname {Re} \int e^{x}e^{ix}\,dx.}
Integrál na pravé straně lze snadno vypočítat:
{\displaystyle \int e^{x}e^{ix}\,dx=\int e^{(1+i)x}\,dx={\frac {e^{(1+i)x}}{1+i}}+C.}
Odtud postupně dostaneme
{\displaystyle {\begin{aligned}\int e^{x}\cos x\,dx&=\operatorname {Re} \left({\frac {e^{(1+i)x}}{1+i}}\right)+C\\[6pt]&=e^{x}\operatorname {Re} \left({\frac {e^{ix}}{1+i}}\right)+C\\[6pt]&=e^{x}\operatorname {Re} \left({\frac {e^{ix}(1-i)}{2}}\right)+C\\[6pt]&=e^{x}{\frac {\cos x+\sin x}{2}}+C.\end{aligned}}}

## Zlomky
Obecně lze tuto techniku použít pro vyhodnocení libovolného zlomku, který obsahuje trigonometrické funkce. Například při řešení integrálu
{\displaystyle \int {\frac {1+\cos ^{2}x}{\cos x+\cos 3x}}\,dx}
dostaneme použitím Eulerovy identity
{\displaystyle {\frac {1}{2}}\int {\frac {12+e^{2ix}+e^{-2ix}}{e^{ix}+e^{-ix}+e^{3ix}+e^{-3ix}}}\,dx.}
Pokud nyní provedeme substituci u = eix, výsledek je integrál racionální funkce:
{\displaystyle -{\frac {i}{2}}\int {\frac {1+12u^{2}+u^{4}}{1+u^{2}+u^{4}+u^{6}}}\,du,}
který můžeme řešit pomocí rozkladu na parciální zlomky.